# Тегу (футбольний клуб)
ФК «Тегу» (кор. 대구 FC) — південнокорейський футбольний клуб з однойменного міста, заснований 2002 року. «Тегу» в основному грав у К-Лізі  1, але в кінці сезону 2013 року вилетів у К-Лігу 2. Вони повернулися до К-Ліги 1 2017 року, а у наступному сезоні здобули Кубок Південної Кореї, свій перший офіційний трофей.

## Історія
ФК «Тегу» був заснований в кінці 2002 року. Місто Тегу стало ключовим акціонером команди, а мер — головою клубу. «Тегу» був включений до найвищого дивізіону країни, К-Ліги 1, на сезон 2003 року, а першим головним тренером команди став Пак Чон Хван, який у 1980-х та 1990-х роках тривалий час з перервами працював з національною збірною Південної Кореї.
«Тегу» завершив свій дебютний сезон 11 на місці з 12 команд, а у наступному став десятим серед 13 клубів. В подальшому команда постійно була серед аутсайдерів чемпіонату і у 2009 та 2010 роках клуб двічі поспіль закінчував чемпіонат на останньому 15 місці, втім оскільки тоді не існувало другого професіонального дивізіону, команда не могла понизитись у класі. Коли ж у 2013 році була створена К-Ліга 2, то «Тегу» прогнозовано швидко туди вилетів і виступав у другому дивізіоні з 2014 по 2016 рік.
Сезон 2017 року, перший після повернення в еліту, клуб закінчив на 8 місці, а у наступному став сьомим, але сенсаційно здобув Кубок Південної Кореї, здолавши у фіналі «Ульсан Хьонде». Цей результат дозволив команді вперше в історії вийти до Ліги чемпіонів АФК 2019 року, де команда виступила цілком достойно, здобувши три перемоги на груповому етапі, втім у плей-оф не вийшла. У чемпіонаті в 2019 році команда теж виступила досить вдало і зайняла 5 місце, найвище у своїй історії.

## Стадіон
ФК «Тегу» використовував стадіон «Тегу», який був побудований до чемпіонату світу з футболу 2002 року, з дебютного сезону і до 2018 року.
З сезону 2019 року клуб став виступати на новозбудованому DGB Тегу Банк Парк місткістю 14 415 глядачів.

## Досягнення
- Кубок Південної Кореї:
  - Володар: 2018
  - Фіналіст: 2021